# Banjar Agung (Pesisir Tengah)
Banjar Agung is een bestuurslaag in het regentschap Lampung Barat van de provincie Lampung, Indonesië. Banjar Agung telt 440 inwoners (volkstelling 2010).